# Alchemilla aequidens
Alchemilla aequidens es una especie de planta del género Alchemilla, perteneciente a la familia Rosaceae.

## Taxonomía
Alchemilla aequidens fue descrita por Pawl. en 1954.

## Distribución
Se encuentra en el territorio de los Cárpatos occidentales.